# Фадеевка (Приморский край)
Фаде́евка — село в Октябрьском районе Приморского края. Входит в состав Покровского сельского поселения.

## География
Село Фадеевка стоит на левом берегу реки Раздольная, выше Новогеоргиевки, в пограничной зоне, до границы с Китаем около 8 км.
Расстояние по автодороге до Новогеоргиевки около 5 км, расстояние до районного центра села Покровка около 30 км.
Дорога к селу Фадеевка идёт на северо-запад от села Покровка по левому берегу реки Раздольная через сёла Синельниково-1, Чернятино и Новогеоргиевку.

## Население
| 1926 | 2002 | 2010 |
| ---- | ---- | ---- |
| 767  | ↘741 | ↘609 |

## Улицы
| - ул. Заставская, - ул. Кирова, - ул. Комарова, - ул. Красноармейская, - ул. Опарина, | - ул. Попова, - ул. Раздольная, - ул. Садовая, - ул. Школьная, - пер. Школьный. |

## Экономика
Жители занимаются сельским хозяйством.